# 勒內·法瓦洛羅
勒内·法瓦洛罗，（英語：Rene Favaloro，1923年07月14日—2000年7月29日），是阿根廷心脏外科医师，因其在使用大隐静脉进行冠状动脉搭桥手术方面的开创性工作而闻名于世。后成立基金会提供穷人医疗协助与研究，对医学界有极大的贡献，因此被称为冠状动脉搭桥手术之父。

## 生平
法瓦洛罗于1923年7月14日出生於阿根廷的拉普拉塔，他的祖父母是義大利西西里人，父親是木匠，母親是裁縫師。他有一個兄弟。自小的时候就对足球产生了热爱，喜欢城市流行的吉姆纳西亚伊斯格里马俱乐部（Gimnasia y Esgrima）。
1936年，法瓦洛罗就读普拉塔学院。1941年，他获得了拉斐尔费尔南德斯國立学院的学士学位，之后法瓦洛罗加入阿根廷军队，在第二次世界大战斯间服役。1945年从军队退役后，在拉普拉塔大学进行医学研究。他被拉普拉塔国立大学医学院录取后，在1949年取得了医学学位。

## 从医生涯

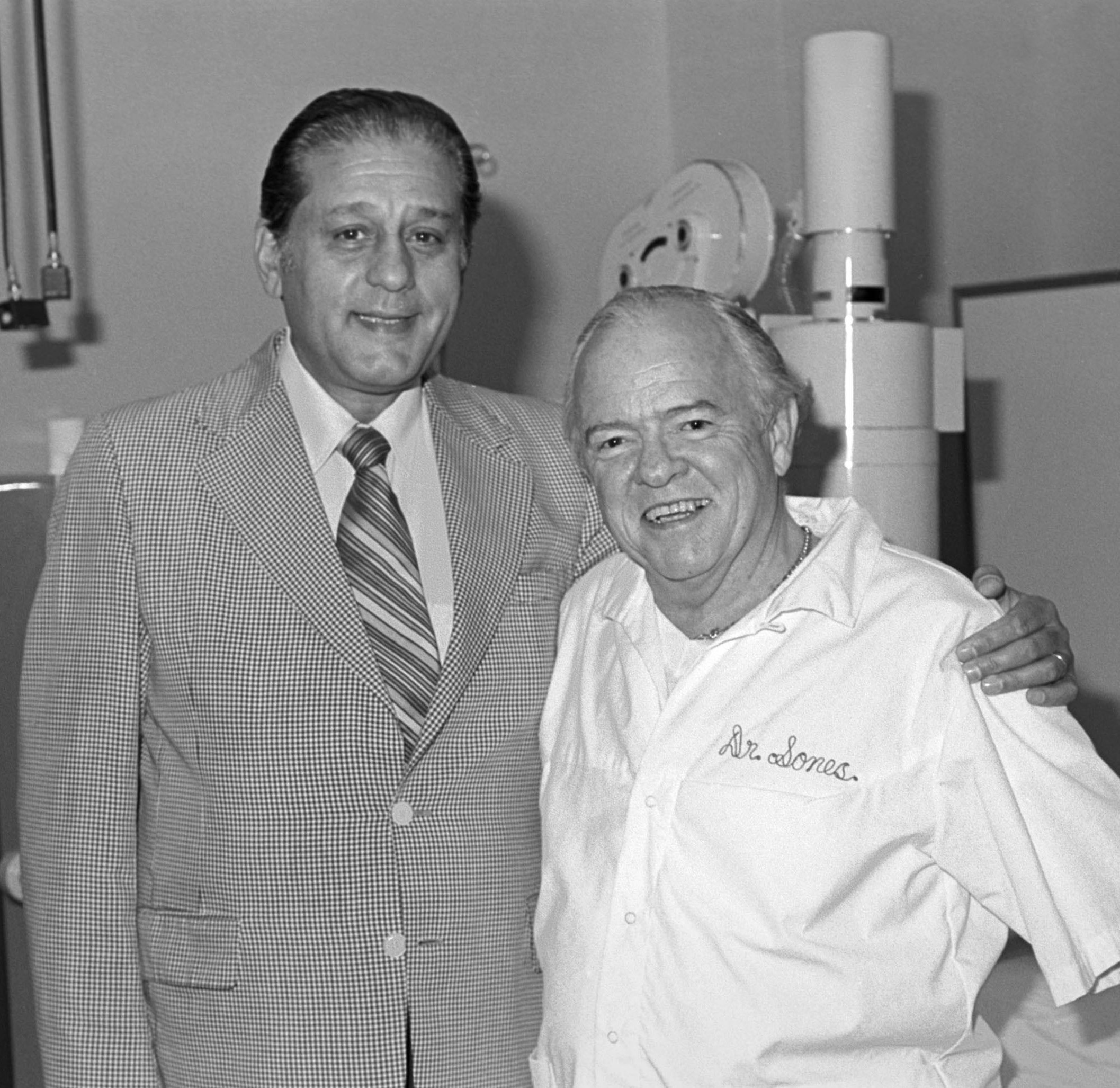
勒内·法瓦洛罗与索恩斯（Frank Mason Sones）合照

法瓦洛罗开始在Policlínico San Martín综合医院工作，这是一个从布宜诺斯艾利斯省大部分地区接收最复杂病例的医疗中心。这是他第一次接触病人。法瓦洛罗在任职期间，参加了Jose Maria Mainetti教授和Federico E.B.Christmann教授实施的医疗程序，并从中学到了简单和标准化的医疗知识，他后来将这段心得应用于心血管手术，这是法瓦洛罗对心血管手术技术的众多贡献之一。
随后，法瓦洛罗申请了一个医疗辅助人员的职位，但受到当时政治氛围的影响，必须签署文件认同当时执政的正义党才能在医院工作，但他拒绝签字。法瓦洛罗被提供了一份工作后，搬到了拉帕姆帕省的一个叫阿鲁兹的小镇，继承当地医生去世后的工作，并把他的弟弟胡安·何塞带到了诊所，一待就是12年。1951年他与玛丽·安东尼娅·德尔加多（María Antonia Delgado）结婚。
在阿鲁兹小镇期间，法瓦洛罗和他的兄弟努力提高当时偏远地区的总体健康水平。他们对公众、教师和护士进行了培训和教育，并改进了卫生保健服务。他们为该镇配备了手术室和X光，并改进了实验室，从而提供了必要的外科和诊断工具。这段经历也让法瓦洛罗相信，无论经济环境如何，医疗保健都是一项基本人权。
法瓦洛罗开始对心血管介入治疗的发展感兴趣，并对胸外科产生了热情。在访问拉普拉塔期间，他遇到了梅内蒂教授，他指给他克利夫兰诊所的方向。尽管一开始他对离开乡村医生的职业表示怀疑，但他认为从美国回来后，他可以为社区做出更大的贡献。由于缺乏资源和英语基础，他决定去克利夫兰进修。他最初是一名住院医师，后来成为外科团队的一员，与负责血管攝影实验的索恩斯（Frank Mason Sones）心血管外科主任、唐纳德·B·埃弗勒（Donald B.Effler）和心脏科主任威廉·L·普罗菲特（William L.Proudfit）一起工作。
起初，他的主要工作涉及瓣膜和先天性疾病；后来，他开始对其他领域感兴趣。法瓦洛罗几乎每天都要在手术室完成工作，他会花费数小时的时间检查冠状动脉造影，研究冠状动脉及其与心肌的关系。受到索恩斯研究血管摄影的影响，法瓦洛罗确信「冠状动脉旁路移植手术」是可行和有效的治疗方法。
1967年初，法瓦洛罗开始考虑在冠状动脉手术中使用隐静脉的可能性。该年5月，他第一次将他的想法付诸实践。他成功利用病患的大腿血管，解决右冠状动脉阻塞问题；其基本原理是绕过冠状动脉病变（阻塞）段，以便向远端输送血流。这种被称为冠状动脉搭桥手术的技术是他职业生涯中的代表性，并确保了他的声望，因为手术彻底改变了冠状动脉疾病的治疗，止今这种疗法依然广泛应用。1970年，他出版了他最著名的著作之一《冠状动脉硬化的外科治疗》（Surgical Treatment of Coronary Arteriosclerosis）。

## 成立基金会
法瓦洛罗于1971年回到阿根廷，梦想着建立一个类似克利夫兰诊所的卓越中心，将医疗、研究和教育结合起来。
考虑到这一点，他于1975年与几个合作者一起成立了法瓦洛罗基金会（FabaloRo）。法瓦洛罗不论病患经济能力，都尽可能提供患者医疗需求给予协助。他为自己在阿根廷和美洲培训了450多名医疗人员而感到自豪。法瓦洛罗通过基金会组织的无数课程、研讨会和会议，帮助提高了其专业的标准水平，其中包括每两年举办一次的著名“顾问心脏病学”（Cardiología para el Consultante）。
1980年，法瓦洛罗建立了“基础调查实验室”（Laboratorio de Investigación Básica），该实验室长期以来由他自己的资金提供资金，当时依靠法瓦洛罗基金会研究和教学部的支持。随后，它成为大学生物医学大学研究所的基础科学研究所，并于1998年8月转化为法瓦洛罗大学（Favaloro University）。
1992年，由非营利FabaloRo基金会成立的心脏病和心血管外科研究所在首都布宜诺斯艾利斯开业。学院以「先进的医疗人文技术」为校训，在心脏病学、心血管外科、心脏、肺、心肺、肝、肾、骨髓移植等领域提供高度专业化的服务。法瓦洛罗把他的职业生涯集中在那里，周围是一些精选的专业人士。尽管搭桥手术花费巨大，法瓦洛罗医生每天都给贫困患者做手术，他认为这既是必要的，也是他的义务。

## 晚年
2000年，阿根廷陷入了经济和政治危机，FabaloRo基金会也面临财务危机，负债高达1800万美元。在多次的情况下，美联储请求阿根廷政府援助该基金会，但从未收到过正式答复，也没有公共医疗保险机构的主管，即同意向基金会支付该机构的债务。

### 自杀身亡
2000年7月29日，77岁的法瓦洛罗胸部中弹自杀身亡，阿根廷警方在他自杀的洗澡间找到了一把38毫米口径的左轮手枪和一封写给他侄子的遗书。阿根廷也为他的身亡宣布全国降半旗哀悼这位杰出的心脏病专家的去世。
在他自杀后，有人透露他给阿根廷总统费尔南多·德拉鲁阿写了一封信，描述只身对抗贪腐的医疗体系的窘况。他表示：「厌倦了成为自己国家的乞丐」，并要求德拉鲁阿帮助基金会筹集资金，以维持基金会的运作，但这封信从未打开读过。
虽然他的自杀经常与基金会的财政困难有关系，但这封信清楚地表明法瓦洛罗被医疗系统的腐败所淹没，他无法抗击这个强大的组织。在信中，他称自己为堂吉诃德，孤身一人与国家医疗系统战斗。
法瓦洛罗在1998年妻子去世后，再也没有从中恢复过来。他后来决定娶他的一位老同事戴安娜·特鲁登为妻；在法瓦洛罗死后的几天，她在巴勒莫（阿根廷首都布宜诺斯艾利斯的一个居民区）自杀身亡。

## 评语
法瓦洛罗在医学生涯上贡献良多，特别是心脏病学和心血管外科相关知识。还参与多个诸如医学、教育和现代社会等主题的会议。
阿根廷总统德拉鲁阿发布的文告称；法瓦洛罗放弃在美国的发展机会和财产回到祖国，用他卓越的专业技术和才智为自己的人民服务，他的身亡是阿根廷与世界的一大损失。
1992年，他被《纽约时报》评为改变现代医学和革新心脏医学的世界杰出人物。
2007年，他在电视节目《阿根廷一代》中被评为有史以来第二伟大的阿根廷人。
2019年7月12日，谷歌展示了一幅法瓦洛罗的涂鸦，记念他96岁冥诞。

## 著作
勒内·法瓦洛罗出版了三百多本他的专业著作。由于他对历史的热情，他还写了两本关于何塞·德·圣马丁将军的书。
- Surgical Treatment of Coronary Arteriosclerosis (1970)
- The Challenging Dream of Heart Surgery: From the Pampas to Cleveland （1992）
- Recuerdos de un médico rural ("Memories of a rural doctor", 1980)
- ¿Conoce usted a San Martín? ("Do you know San Martín?", 1986)
- La Memoria de Guayaquil ("The memory of Guayaquil" 1991)
- De La Pampa a los Estados Unidos ("From La Pampa to the United States", 1993) ISBN 978-9875662902